# Otep Shamaya
Otep Shamaya es una ex-cantante y compositora estadounidense. Hizo su debut en el año 2000 con la banda Otep, sacando posteriormente al mercado los álbumes Sevas Tra, House of Secrets, The Ascension, y Smash the Control Machine en junio del 2002, julio del 2004, octubre del 2007, y agosto del 2009, respectivamente.
Se conoce muy poco de la vida de Otep Shamaya y su entorno personal. Creció en un área cercana a los guetos, en Los Ángeles. Cuando la preguntan sobre su edad, ella responde que tiene "cinco vidas de edad", lo que también menciona en algunas canciones como "Nein". Se dice que su fecha de nacimiento es el 7 de noviembre de 1979. A pesar de las especulaciones acerca de lo contrario, ella insiste en que su nombre de nacimiento es Otep. Es vegetariana y abiertamente lesbiana.
Shamaya ha trabajado también en HBO's Def Poetry. La primera colección editada de poemas e ilustraciones de Otep Shamaya fue lanzada al público en noviembre del 2006, exclusivamente en Lulu.com. En agosto del 2007, el e-book Little Sins (Pequeños Pecados), su primera colección electrónica de poemas e ilustraciones fue lanzada en forma de libro.
En noviembre de 2024, anunció su retiro de la música y comenzó a "liquidar" su colección de equipos musicales.

## Discografía
- Smash the Control Machine
- Fecha de lanzamiento: 18 de agosto de 2009
- Discográfica: Victory

- The Ascension
- Fecha de lanzamiento: 30 de octubre de 2007
- Discográfica: Koch

- House Of Secrets
- Fecha de lanzamiento: 27 de julio de 2004
- Discográfica: Capitol

- Sevas Tra
- Fecha de lanzamiento: 18 de junio de 2002
- Discográfica: Capitol

- Jihad
- Fecha de lanzamiento: 2001
- Discográfica: Capitol

## Novedades creativas
En 2006, Shamaya empezó un blog. Durante el tour The_Ascension a finales del 2006, Shamaya rodó y colgó varios videos a los que tituló "Tour Diaries" en YouTube y Myspace. En ellos ella comentaba experiencias de los shows recientes y enviaba mensajes a su seguidores, incluyendo una disculpa personal por la cancelación repentina de un concierto en Utah debido a una avería en el autobús de la banda. Recientemente, también ha empezado a leer poemas seleccionados de Caught Screaming en YouTube.
En abril del 2007, la página CNN.com anunció que Shamaya había sido nominada para su presentación especial "People You Should Know". Además escribió un OP/ED por el genocidio en Darfur. En una entrevista en el 2007 la cantante afirmó que habría un proyecto en solitario titulado I.MAGINARY F.RIENDS, en el que listó géneros como Hip Hop / Rap / Experimental. Así mismo, Otep también habló en el 2008 DNC en Colorado para “Rock the Vote”. 
Además, Shamaya ha publicado dos libros de poesía, ha hablado en la Convención Democrática Nacional en 2008, es una dibujante experimentada, y ha sido comparada con Woody Guthrie y Zach de la Rocha por su actividad política. Algunos de los grupos a los que apoya, pero a los que no se limita son RAINN, Carbon Rally, PETA, & WSPA. Para prestar su apoyo a estos grupos, Otep empezado la cadena de trabajos sociales All Shapes & Sizes, a la vez que con Girls Out Now.
El 21 de diciembre del 2008, Otep creó un blog público llamado, I'm Not A Monster.
También se sabe que tiene muy buena relación con  Sharon Osbourne, la esposa de Ozzy Osbourne.

## Críticas
La canción de Otep "Menocide" ha sido condenada por críticos como Robert Franklin como un discurso de odio sexista. La canción sugiere que los hombres son "desechos humanos infecciosos" y que aquellos que son oprimidos deben "darles muerte" y cometer "menocidio" En su blog ella respondió a la crítica de su sexismo contra los hombres en sus letras diciendo: "Yo no lo veo así. En realidad, yo soy una persona muy emotiva y uso palabras rabiosas, pero la mayoría están dirigidas contra idiotas y callejeros. Quizá tú equipares a los hombres con ese tipo de chusma. Pero yo no. Yo dispenso mi rabia con las mismas oportunidades. ¡Ja!"